# Premiul Enescu
Premiul Enescu este un premiu de compoziție muzicală înființat de compozitorul român George Enescu.
A fost acordat din 1913 până în 1946 de către un comitet de selecție, format din compozitorul însuși, cu ajutorul altor mizicieni. Ulterior s-a acordat de către Universitatea Națională de Muzică București. 
George Enescu este privit de mulți ca cel mai important muzician din România. Printre câștigători se numără Mihail Andricu și Sergiu Natra.

## Premiați (lista este incompletă)
- 1913 – Ion Nonna Otescu
- 1923 – Mihail Andricu
- 1924 – Mihail Andricu
- 1942 – Roman Vlad – Sinfonietta
- 1945 – Sergiu Natra – March and Chorale for orchestra and Divertimento in Ancient Style for string orchestra
- 1964 – Tudor Ciortea – Din isprăvile lui Păcală
- 1970 – Pierre Amoyal[2]
- 1974 – Pascal Bentoiu
- 1984 – Felicia Donceanu
- 1995 – Christian Wilhelm Berger – Inscription in Stone
- 1998 – Maia Ciobanu
- 2001 – Irina Odăgescu

## Vezi și
- Festivalul George Enescu
- Concursul internațional de pian George Enescu⁠(d)